# Eutheganopteryx mirabilis
Eutheganopteryx mirabilis är en kackerlacksart som beskrevs av Robert Walter Campbell Shelford 1912. Eutheganopteryx mirabilis ingår i släktet Eutheganopteryx och familjen småkackerlackor.
Artens utbredningsområde är Madagaskar. Inga underarter finns listade i Catalogue of Life.